# Beorhtric
Beorhtric (auch Beorhtricus, Berhtric, Breohtric, Breorhtric, Brihtric, Byrhtric etc.; † 802) war 786 bis 802 König des angelsächsischen Königreichs Wessex.

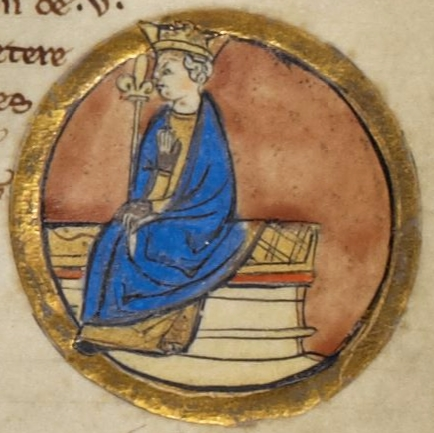
Darstellung Beorhtrics aus dem 13. Jahrhundert

## Leben

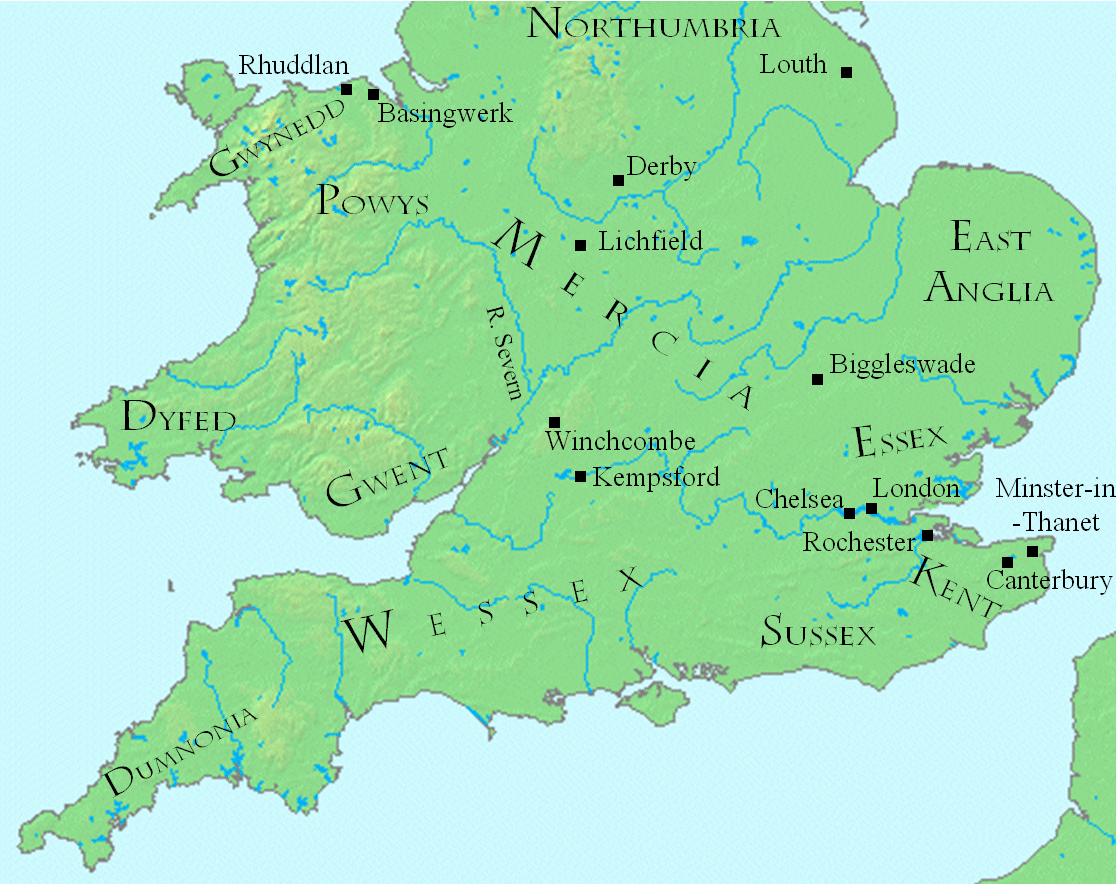
England zur Zeit Beorhtrics

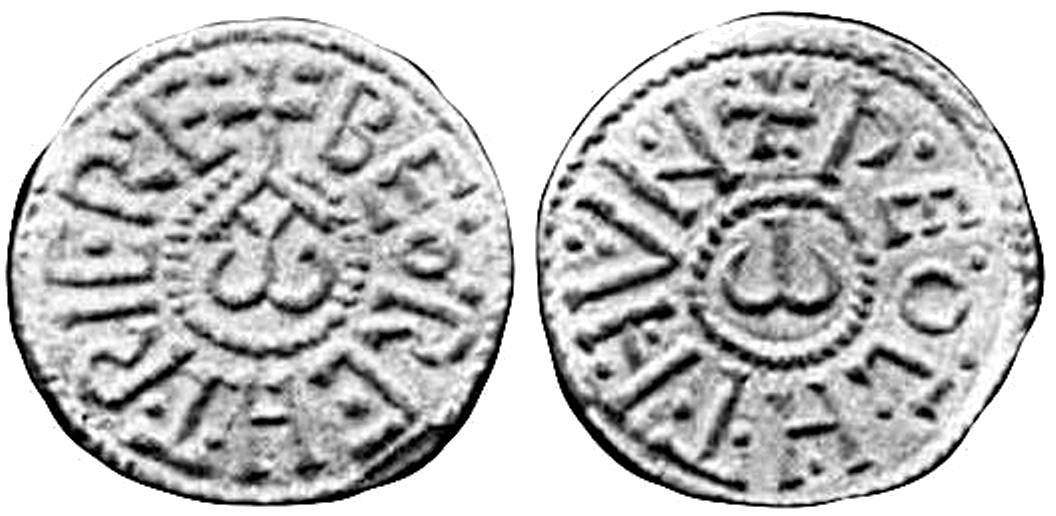
Münze Beorhtrics, vermutlich um 795 in Winchester geprägt

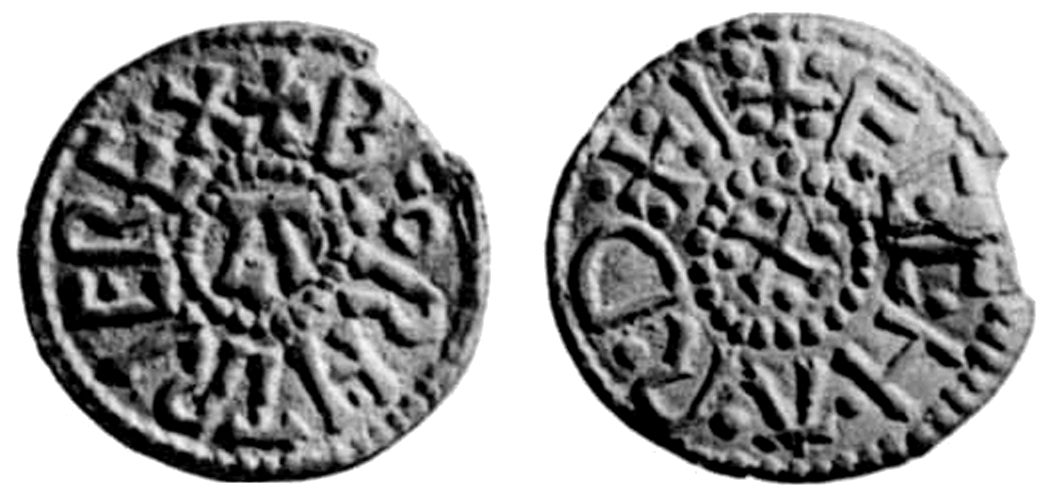
Münze Beorhtrics

### Familie
Beorhtric soll aus dem Haus Wessex stammen, doch mag diese Behauptung aufgestellt worden sein, um sein Königtum zu legitimieren. Er gehört zu einer Gruppe von fünf westsächsischen Königen aus der Zeit zwischen 726 und 802, deren Herkunftsangaben mit Skepsis zu betrachten sind.

### Herrschaft
Beorhtric gelangte 786 auf den Thron von Wessex, nachdem König Cynewulf ermordet worden war. Ob er Cynewulfs designierter Nachfolger war oder sich als Außenseiter das Machtvakuum zu Nutze machte, ist unklar. Möglicherweise geschah die Thronerhebung Beorhtrics unter Mithilfe von Offa (757–796), dem König von Mercia und mächtigsten Herrscher im damaligen England.
Seine Herrschaft war von engen und freundschaftlichen Beziehungen zum benachbarten Mercia geprägt. 789 heiratete er Eadburh, eine Tochter des Königs Offa von Mercia, mit dem er wohl zu dieser Zeit ein formelles Bündnis einging. In dieser Allianz war Offa der dominierende Partner. Zwischen 789 und 796 trieben Offa und Beorhtric den westsächsischen Thronprätendenten Ecgberht aus England ins fränkische Exil. Offa konnte zwar über Ländereien im westsächsischen Somerset verfügen, doch blieb Beorhtric ein unabhängiger König.
Nach Offas Tod im Sommer 796 pflegten Beorhtric und Eadburg weiterhin gute Kontakte zu dessen Sohn und Nachfolger Ecgfrith (796), der jedoch nur ein halbes Jahr regierte. Wohl im Gegenzug für die Unterstützung Ecgfriths erhielt Beorhtric einige Ländereien bei Malmesbury zurück, die Offa annektiert hatte. Dann scheint Beorhtric unter eine gewisse Vorherrschaft von Cenwulf (796–821), dem nachfolgenden König von Mercia, geraten zu sein. Im Jahr 798 stimmte er zu, dass Cynehelm, ein Sohn Cenwulfs, Herr über Glastonbury Abbey wurde. Die näheren Umstände sind unklar, doch ist es unwahrscheinlich, dass Beorhtric dies freiwillig tat. Seine Macht in Somerset blieb unbeeinträchtigt, wie Urkunden belegen, in denen er über Ländereien ohne Bezugnahme auf Mercia verfügte. Seit etwa 796 ließ Beorhtric wieder Silbermünzen (pæneġas) nach mercischem Vorbild prägen. Ob die Prägestätte in Hamwic (Southampton) oder Winchester lag, ist umstritten. Die Münzprägungen fanden nur in geringer Auflage statt und stellten eher seinen Machtanspruch dar als dass sie ökonomischen Zwecken dienten. Die drei erhaltenen Münzen Beorhtrics weisen zwei unterschiedliche Prägungen auf. Der erste Wikingerüberfall auf Wessex fiel in die Regierungszeit Beorhtrics. Mit drei Schiffen sollen die Dänen oder Norweger um das Jahr 789 bei Portland in Wessex gelandet sein und den königlichen Beamten Beaduheard getötet haben. Diese frühen Überfalle blieben allerdings zunächst noch weitgehend folgenlos. Möglicherweise war der vertriebene Ecgberht in den späten 790er Jahren zurückgekehrt und zumindest in Teilen von Wessex als König anerkannt worden.

### Tod und Nachfolge
Eine Überlieferung Assers führt den Tod Beorhtrics auf eine versehentliche Vergiftung durch seine Frau Eadburg zurück, die dann ins Frankenreich geflüchtet sein soll. Das negative Bild Eadburgs, die von Asser auch zahlreicher Intrigen und mehrerer Giftmorde beschuldigt wurde, entsprang wohl mehr der Propaganda von Beorhtrics Nachfolger Ecgberht (802–825), der mit Beorhtric und Eadburgs Vater Offa verfeindet war, als historischen Tatsachen. Möglicherweise vertrat die selbstbewusst auftretende Eadburg auch recht einseitig mercische Interessen.
Die Angelsächsische Chronik hingegen berichtet, dass „Beorhtric und der Ealdorman Worr starben und Ecgberht auf den Thron folgte“. Zur selben Zeit überschritt der Ealdorman Æthelmund von Hwicce bei Kempsford (Gloucestershire) die Themse, wurde aber vom westsächsischen Ealdorman Wiohstan in einer Schlacht besiegt. Als wahrscheinlichste Interpretation gilt, dass Ecgberht mit seinen Anhängern in Wessex einfiel und Beorhtric im Kampf fiel. Ob das von Mercia abhängige Hwicce auf der Seite von Beorhtric in die Kämpfe eingriff oder eigennützig die Wirren in Wessex nutzen wollte, bleibt Spekulation. Beorhtric wurde in Wareham beigesetzt.

## Chartas
Einen Landtausch mit dem princeps Hemele beurkundete Beorhtric um 790. 794 übertrug er Ländereien an seinen præfectus Wigfrith und 801 an den princeps Lulla. Zwei Chartas des mercischen Königs Ecgfrith unterschrieb Beorhtric 796 als Zeuge. Beorhtric galt zwar als „sehr fromm“, doch sind keine Schenkungen oder Privilegien von ihm an Klöster oder Kirchen bekannt. Dass die wenigen erhaltenen Chartas nur Laien als Begünstigte angeben, ist jedoch wahrscheinlich nur zufällig.